# 헤이세이 풍속
《헤이세이 후소쿠》(平成風俗, 헤이세이 풍속)은 시이나 링고가 사이토 네코와 "시이나 링고 x 사이토 네코"의 명의로 발매한 앨범으로, 2007년 2월 21일에 발매되었다.

## 트랙 리스트
1. ギャンブル (갬블)
2. 茎(STEM) (줄기)
3. 錯乱 (TERRA ver.) (착란 (TERRA ver.))
4. ハツコイ娼女 (첫사랑 창녀)
5. パパイヤマンゴー (파파야 망고)
로즈마리 클루니의 노래를 커버했다. (원곡의 제목 "Mangos"를 "パパイヤマンゴー"로 바꾸었다.)
6. 意識 (의식)
7. 浴室 (욕실)
8. 迷彩 (미채)
9. ポルターガイスト (폴터가이스트)
10. カリソメ乙女 (TAMEIKESANNOH ver.) (덧없는 소녀 (TAMEIKESANNOH ver.))
11. 花魁 (오이란)
12. 夢のあと (꿈의 흔적)
도쿄지헨의 셀프커버로서, 도쿄지헨 1집 "교육"에 수록된 곡이다.
13. この世の限り (이 세상의 끝)
14. カリソメ乙女(DEATH JAZZ ver.) (덧없는 소녀 (DEATH JAZZ ver.))
이 곡은 LP판에만 수록되어 있다.

- 작사: 시이나 링고 (#1-4, #6-14), 시드 웨인 & 디 리베이(#5), 우키구모 (#11)
- 작곡: 시이나 링고 (#1-4, #6-10, #12-14), 시드 웨인 & 디 리베이 (#5), 우키구모 (#11)
- 편곡: 사이토 네코(#1-6, #8-10, #12-13), 카메다 세이지 (#7), 우키구모 (#11), SOIL&"PIMP"SESSIONS (#14)
- #2, 3, 5, 10, 11 은 영어 가사이다.

| 오리콘 주간 앨범차트 1위 2007년 3월 5일자 |                                           |                                      |
| 이전                                      | 시나 링고Χ사이토 네코 《헤이세이 후소쿠》 | 다음                                 |
| 기무라 카엘라 《Scratch》                 | 시나 링고Χ사이토 네코 《헤이세이 후소쿠》 | 하마사키 아유미 《A BEST 2 -WHITE-》 |
|                                           |                                           |                                      |
|                                           |                                           |                                      |